# Oenanthe ruwenzoriensis
Oenanthe ruwenzoriensis är en flockblommig växtart som beskrevs av C.Norman. Oenanthe ruwenzoriensis ingår i släktet stäkror, och familjen flockblommiga växter. Inga underarter finns listade i Catalogue of Life.